# Celtel
Celtel — телекоммуникационная компания, работавшая в нескольких африканских странах. Основана уроженцем Судана Мо Ибрагимом. Основана под наименованием MSI Cellular Investments в 1998 году, с 2004 года носила наименование Celtel International, с 2005 года принадлежала корпорации Zain, в 2010 году все активы компании приобретены Bharti Airtel, вскоре после этого был проведён ребрендинг всех услуг.

## История
Изначально называвшаяся MSI Cellular Investments, компания вышла на рынок в 1998 году. В январе 2004 компания сменила название на «Celtel International».
В апреле 2005 года компания была приобретена другой телекоммуникационной компанией — Zain (бывшей Mobile Telecommunications Company) и стала её филиалом. К моменту продажи (апрель 2005), Celtel имела около 24 млн абонентов в 14 африканских странах.
8 июня 2010 года компания была выкуплена индийским оператором Bharti Airtel у Zain. 22 ноября 2010 новый владелец провел ребрендинг, внедрив торговую марку «airtel».

## One Network
В сентябре 2006 года Celtel представила технологию «One Network» (рус. «Единая сеть»), первой в мире внедрив технологию сетей без границ (borderless network) в Восточной Африке. One Network позволила пользователям в Кении, Уганде и Танзании свободно перемещаться между названными странами, отменив таким образом роуминговые платежи, делать исходящие вызовы по местному тарифу, получать входящие вызовы бесплатно, пополнять счет с помощью местных карт оплаты.
В июне 2007 года система One Network была расширена на Габон, ДРК и Республику Конго. Система автоматически активировалась при пересечении границы одной из 6-ти стран, не требуя предварительной регистрации или предоплаты.
В июне 2007 года Celtel International анонсировала планы внедрения системы One Network сразу в нескольких странах покрытия: Малави, Судане (где компания работала под брендом Mobitel) и Замбии. Таким образом, система One Network связывала уже 9 из 15 стран Африки, где работала компания.
В сентябре 2007 года компания MTC Group (дочерней компаний которой являлась Celtel), переименовалась в Zain (араб. "красивый, хороший, чудесный, объединив в себе различные бренды в 22 странах.
В октябре 2007 года Celtel International приобрела 75 % пакет акций в компании Western Telesystems LTD (Westel) у правительства Ганы за $120 миллионов долларов США
22 ноября 2007 года Celtel увеличила в два раза (до 12-ти)количество стран, входящих в систему One Network, добавив Буркина-Фасо, Чад, Малави, Нигер, Нигерию и Судан.
В апреле 2008 Zain анонсировала планы расширения системы One Network на все 22 страны, в которых компания вела свою деятельность к концу июня 2008 года.
Ныне система One Network по-прежнему работает в Африке под управлением компании Bharti Airtel вместе с Zain и Cell C.